# Dinskaja
Dinskaja (in russo Динская?) è un centro abitato (stanica) della Russia, situato nel Territorio di Krasnodar. È il centro amministrativo del distretto Dinskoj.
Il villaggio si trova sulle rive del fiume Kočety (affluente del Kirpili)], 30 km a nord-est di Krasnodar. La strada M4 «Don» corre lungo la periferia occidentale del villaggio.